# 花の冠
『花の冠』（はなのかんむり）は、テレビ朝日系列で、2012年9月14日23:15 - 24:15（JST）に放送された単発テレビドラマである。第11回テレビ朝日21世紀新人シナリオ大賞作品。
バツ2の母の再婚話に心が揺れている高校生男子。そんな男子の前に、かつての義姉が現れる。

## キャスト
大庭志保〈20〉
演 - 蓮佛美沙子（幼少期：西川茉佑、少女期：池田愛）
桜の元義姉。
平井桜〈17〉
演 - 中川大志（幼少期：大西利空、少年期：佐藤光将）
進路に悩む高校3年生。
平井純子〈42〉
演 - 斉藤由貴
桜の母。バツ2。
大庭一郎〈40〉
演 - 眞島秀和
純子の前夫。志保の父。
秋野康志〈35〉
演 - 矢柴俊博
純子の3度目の結婚相手。6歳の息子・昌志（演：佐藤和太）と4歳の娘・笑美（演：伊藤栞穂）を育てている。
長谷川千鶴〈17〉
演 - 飯豊まりえ
桜の恋人。
福西隆
演 - 大和田健介
桜の友人。バスケ部所属。
須藤幸次
演 - 小島康志
桜の担任の教師。
富山のタクシーの運転手
演 - 海老原正美
その他
大崎由利子、篠崎瑞貴、本間智恵

## スタッフ
- 脚本 - 若狭大基
- 演出 - 梶山貴弘（テレビ朝日）
- プロデュース - 池田邦晃（テレビ朝日）、浅井千瑞（MMJ）
- スタント - 大道寺俊典
- 音響効果 - スポット
- 技術協力 - テイクシステムズ
- 美術協力 - テレビ朝日クリエイト
- 照明協力 - 共立
- ポスプロ - ブル
- チーフプロデューサー - 田中芳之
- 製作プロダクション - メディアミックス・ジャパン
- 製作著作 - テレビ朝日